# Jean-Claude Farcy
Pour les articles homonymes, voir Farcy.
Jean-Claude Farcy, né le 16 décembre 1945 à Saint-Avit (Loir-et-Cher) et mort le 2 août 2020 à La Bazoche-Gouet est un historien contemporanéiste français, spécialiste d'histoire rurale et d'histoire de la justice.

## Biographie

### Carrière
Jean-Claude Farcy est né le 16 décembre 1945 à Saint-Avit (Loir-et-Cher), dans le Perche. Son père était ouvrier agricole. Il entre en 1966 à l’École normale supérieure de Saint-Cloud, alors la grande école la plus ouverte aux enfants des milieux populaires.
Il réussit l'agrégation d'histoire en 1969. Il est ensuite professeur au lycée Marceau de Chartres jusqu'en 1981. Au début des années 1980, alors qu'il est responsable du service éducatif des Archives départementales d'Eure-et-Loir, il réalise onze recueils documentaires.
En 1987, il entre au CNRS comme chargé de recherche d’abord rattaché à l’Université Paris-Nanterre, puis à l’université de Dijon où il reste jusqu'à sa retraite en 2011. Il postule une fois sans succès pour devenir directeur de recherche puis il ne renouvelle pas sa candidature.

### Histoire rurale
Il soutient en 1985 son doctorat d'État consacré aux paysans de la Beauce au XIXe siècle. Dans cet ouvrage, publié en 1989 sous le titre Les paysans beaucerons au XIXe siècle, il interroge notamment l'absence de lutte des classes entre les salariés prolétaires agricoles et les grands exploitants, en cherchant à retrouver la complexité des relations sociales. Pour les salariés agricoles, améliorer leur sort c'est acquérir de la terre. Jean-Claude Farcy retrace le morcellement des propriétés et l’extension de la propriété foncière,,,.
En 1996, Jean-Claude Farcy codirige, avec Ronald Hubscher, la parution des actes d'un colloque sur les ouvriers agricoles au XIXe siècle,. En 2004, Jean-Claude Farcy rédige un ouvrage sur La jeunesse rurale dans la France du XIXe siècle, sujet qui apparaît alors entièrement neuf. Il y étudie la mise au travail des jeunes ruraux, précoce, leurs relations amoureuses et leur sociabilité en tant que groupe,.
Avec Alain Faure, Jean-Claude Farcy croise en 2003 l'histoire rurale et l'histoire urbaine pour étudier les migrations vers Paris en suivant une cohorte identifiée à travers les registres matricules militaires de la conscription,,,.

### Histoire de la justice
Jean-Claude Farcy se consacre aussi à l’histoire de la justice et de la criminalité. Son Guide des archives judiciaires et pénitentiaires est récompensé par le Prix Malesherbes, décerné par l’association pour l’histoire de la Justice. Jean-Claude Farcy y liste et y analyse les documents d'archives judiciaires et pénitentiaires contenus dans tous les fonds d'archives de France,. Ce guide devient vite un ouvrage indispensable pour les chercheurs en histoire judiciaire, qui le baptisent « le Farcy »,.
Après avoir étudié les camps de concentration de la Première Guerre mondiale, Jean-Claude Farcy fait paraître un autre ouvrage fondamental sur l'histoire de la justice, une bibliographie, sous le titre Deux siècles d’histoire de la justice (1789-1989). Notices bibliographiques,, qui sera ensuite prolongée et régulièrement actualisée sur la plateforme Criminocorpus.
Jean-Claude Farcy publie ensuite de nombreux ouvrages d'histoire contemporaine de la justice, dont il est alors un des spécialistes français. Étudiant tour à tour les discours de rentrée des cours d'appel, l'historiographie de la justice,, et les rapports des procureurs de la cour d'appel de Dijon,,, il rédige aussi des manuels, sur les sources judiciaires de l'histoire contemporaine et sur l'histoire de la justice en France,. Avec notamment Dominique Kalifa, Il codirige ou coécrit des ouvrages collectifs consacrés aux enquêtes judiciaires,,, aux juges d'instruction,, ou au crime à Paris,.
Jean-Claude Farcy fait partie des fondateurs de la plateforme Criminocorpus consacrée à l'histoire de la justice, des crimes et des peines et dirige ensuite la revue scientifique du même nom qui lui est rattachée,,.
En 2012, Jean-Claude Farcy publie un livre de microhistoire, Meurtre au bocage. Il y retrace, en la replaçant dans son contexte, une affaire judiciaire des années 1870, les meurtres et les vols commis par Louis-Sylvain Poirier aux alentours de La Bazoche-Gouet, village du Perche-Gouët, où l'auteur réside,,,.
Jean-Claude Farcy meurt le 2 août 2020 à La Bazoche-Gouet.

## Principales publications

### Ouvrages personnels
- Les paysans beaucerons au XIXe siècle, Chartres, Société archéologique d’Eure-et-Loir, 1989, 1230 p. (ISBN 2-905866-03-9)[3],[4].
- Guide des archives judiciaires et pénitentiaires 1800-1958, Paris, CNRS Éditions, 1992, 1184 p. (ISBN 9782222047209, lire en ligne)[14],[15].
- Les camps de concentration français de la Première Guerre mondiale (1914-1920), Paris, Anthropos, 1995, 373 p. (ISBN 978-2717827880)[18].
- Deux siècles d’histoire de la justice (1789-1989) : Notices bibliographiques, Paris, CNRS Éditions, 1996 (ISBN 9782271053046)[16].
- Magistrats en majesté : Les discours de rentrée aux audiences solennelles des cours d’appel (XIXe – XXe siècles), Paris, CNRS Éditions, 1998, 793 p. (ISBN 9782271055613, lire en ligne)[19].
- L’histoire de la justice française de la Révolution à nos jours : Trois décennies de recherches, Paris, Presses universitaires de France, coll. « Droit et justice », 2001, 494 p. (ISBN 9782130519812)[20],[21],[22].
- Les rapports des procureurs généraux de la Cour d’appel de Dijon (décembre 1849 - juillet 1870), Dijon, Éditions universitaires de Dijon, coll. « Institutions », 2003, 765 p. (ISBN 2-905965-79-7)[23],[24],[25].
- La jeunesse rurale dans la France du XIXe siècle, Paris, Éditions Christian, 2004, 220 p. (ISBN 9782864961147)[8],[9].
- Les sources judiciaires de l’époque contemporaine (XIXe – XXe siècles), Paris, Bréal, 2007, 287 p. (ISBN 978-2749507309, lire en ligne)[26].
- Meurtre au bocage : L’affaire Poirier (1871-1874). Les Coujartières, Tournebride, Le Tertre. Une enquête criminelle dans le Perche-Gouët au lendemain de la guerre de 1870, Chartres, Société archéologique d'Eure-et-Loir, 2012, 458 p. (ISBN 9782905866615)[37],[38],[39],[40].
- Histoire de la justice en France, Paris, La Découverte, coll. « Repères », 2015 (ISBN 978-2-7071-8289-0, DOI 10.3917/dec.farcy.2015.01, lire en ligne)[27],[28].
- Archives judiciaires et généalogie, Paris, Archives & Culture, 2018, 96 p. (ISBN 9782350773261, présentation en ligne).

### Ouvrages collectifs
- Jean-Claude Farcy et Benoît Garnot, Paroisses et communes de France. Dictionnaire d’histoire administrative et démographique : Eure-et-Loir, Paris, éditions du CNRS, 1990, 586 p. (ISBN 978-2-222-04370-6)[41].
- Ronald Hubscher et Jean-Claude Farcy (dir.), La moisson des autres : Les salariés agricoles aux XIXe et XXe siècles, Paris, Creaphis, coll. « Rencontres à Royaumont », 1996, 363 p. (ISBN 2907150413, lire en ligne)[6],[7].
- Jean-Claude Farcy et Alain Faure, La mobilité d’une génération de Français : Recherche sur les migrations et les déménagements vers et dans Paris à la fin du XIXe siècle, Paris, Institut national d'études démographiques, coll. « les cahiers de l'INED » (no 151), 2003, 591 p. (ISBN 2733201514, présentation en ligne, lire en ligne)[10],[11],[12],[13].
- Jean-Claude Farcy, Dominique Kalifa et Jean-Noël Luc (dir.), L’enquête judiciaire en Europe au XIXe siècle : Acteurs, imaginaires, pratiques, Paris, Créaphis, 2007, 392 p. (ISBN 978-2913610927)[29],[30],[31].
- Jean-Jacques Clère et Jean-Claude Farcy (dir.), Le juge d’instruction : Approches historiques, Dijon, Éditions universitaires de Dijon, 2010, 320 p. (ISBN 978-2-915611-68-7, présentation en ligne)[32],[33],[34].
- Dominique Kalifa et Jean-Claude Farcy, Atlas du crime à Paris, du Moyen Âge à nos jours, Paris, Parigramme, 2015, 220 p. (ISBN 9782840968726, présentation en ligne)[35],[36].

## Mélanges
- Laurence Guignard, François Jarrige et Odile Roynette (dir.), Jean-Claude Farcy à l'oeuvre : des champs aux tribunaux, Dijon, Éditions universitaires de Dijon, coll. « Histoires », 2023, 247 p. (ISBN 978-2-36441-485-3, présentation en ligne).

### Notices biographiques
- « Hommages à Jean-Claude Farcy et à Dominique Kalifa », Revue d'histoire du XIXe siècle, vol. 61, no 2,‎ 2020, p. 153–192 (ISSN 1265-1354, DOI 10.4000/rh19.7132, lire en ligne, consulté le 11 février 2024).
- Frédéric Chauvaud et Marc Renneville, « Jean-Claude Farcy (1945-2020) et l’histoire contemporaine de la justice », Criminocorpus. Revue d'Histoire de la justice, des crimes et des peines,‎ 25 septembre 2020 (ISSN 2108-6907, DOI 10.4000/criminocorpus.7678, lire en ligne, consulté le 11 février 2024).
- Jean-Jacques Yvorel, « Jean-Claude Farcy (1945-1920) », Revue d'histoire de l'enfance « irrégulière », no 23,‎ 2021, p. 15–19 (ISSN 1287-2431, DOI 10.4000/rhei.5540, lire en ligne, consulté le 11 février 2024).
- Benoît Garnot, « Hommage à Jean-Claude Farcy », sur tristan.u-bourgogne.fr (consulté le 11 février 2024).